# Eisleben
Lutherstadt Eisleben är en stad i Landkreis Mansfeld-Südharz i Sachsen-Anhalt i Tyskland. Den ligger vid foten av berget Harz och cirka 30 km väster om Halle. Staden är Martin Luthers födelsestad.

## Historia
Eisleben finns omnämnt som marknadsplats år 994 och fick stadsrättigheter 1180. Den var huvudstad i grevskapet Mansfeld. Martin Luther föddes i Eisleben 10 november 1483, och dog i staden 18 februari 1546.

## Kultur

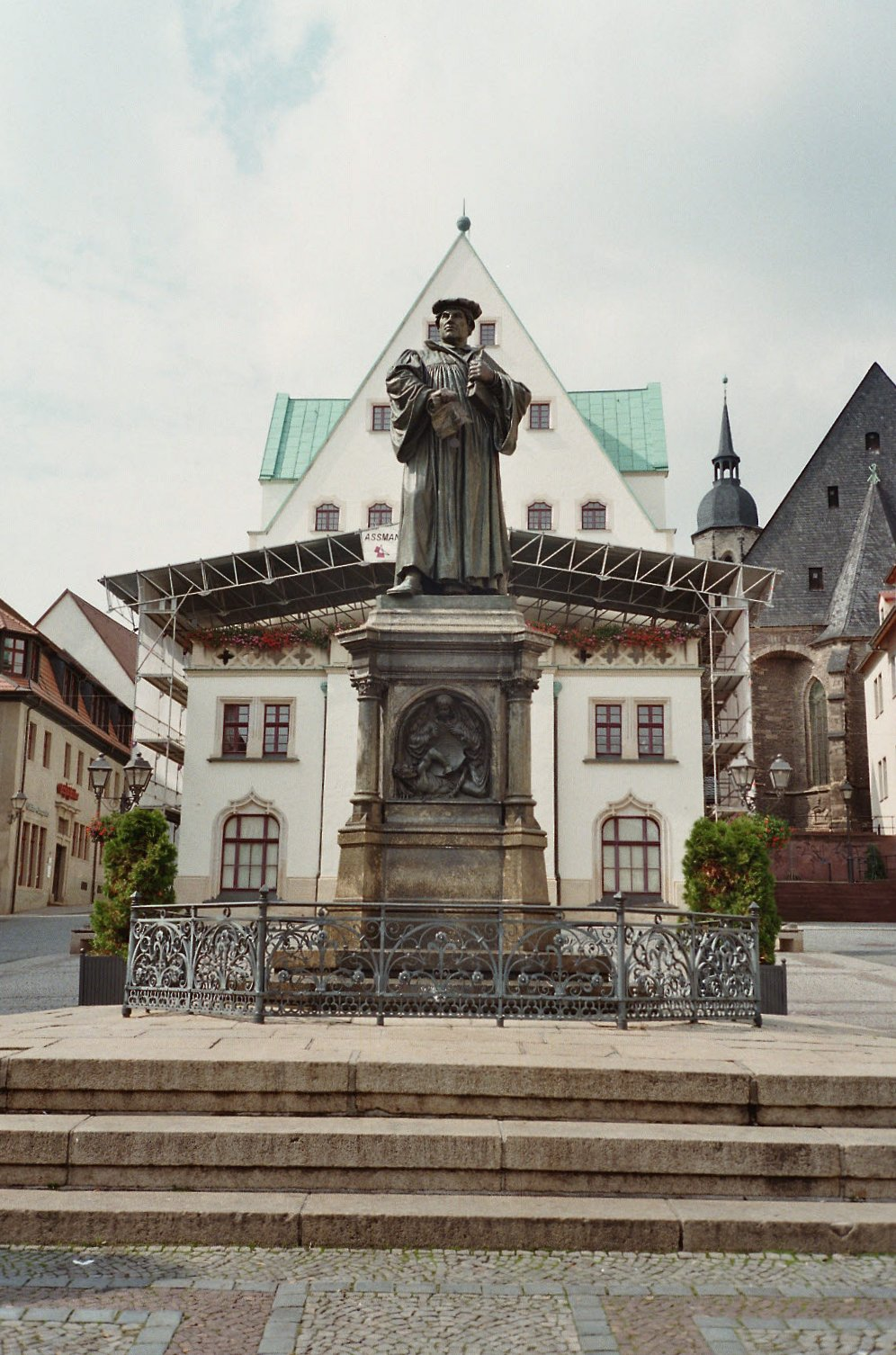
Siemerings Luthermonument

Både huset där Luther föddes och det där han dog är bevarade. Båda husen sattes 1997 på Unescos lista över världsarv. I Luthers födelsehus förvaras ännu många minnen av honom. Huset eldhärjades 1689.
I staden finns även många andra vackra byggnader, såsom Andreaskyrkan med den predikstol varifrån Luther höll sin sista predikan, och med gravmonument över de forna grevarna av Mansfeld.
1877 restes i Eisleben en marmorstaty av Luther, och den 10 november 1883 avtäcktes på torget ett Luthermonument av brons, gjort av Rudolf Siemering.

## Näringsliv
Eisleben har haft utvinning av koppar med traditioner tillbaka till medeltiden, men utvinningen upphörde 1990. I staden produceras textilier, kläder, maskiner, djupfrysta bageriprodukter och möbler. Där finns yrkesskolor för bergverksdrift.

## Ortsteile
Till Eisleben hör tolv Ortsteile alla tidigare kommuner som uppgick i staden mellan 1960 och 2010: Helfta, Volkstedt, Rothenschirmbach, Wolferode, Polleben, Unterrißdorf, Bischofrode, Osterhausen, Schmalzerode, Hedersleben, Oberrißdorf och Burgsdorf.